# Howlit
Howlit – minerał z grupy krzemianów, należy do grupy minerałów rzadkich. Nazwa pochodzi od nazwiska kanadyjskiego chemika i mineraloga Henry'ego Howa, który jako pierwszy opisał ten minerał i określił jego skład chemiczny.

## Charakterystyka

### Właściwości
Miękki, lekki, pylasty, bardzo porowaty: może być barwiony dla imitowania innych kamieni, zwłaszcza turkusu, zwany wówczas turkmenitem. Sporadycznie spotykane kryształy występują w skupieniach ziarnistych.

### Występowanie
Stanowi produkt ewaporacji (odparowania) jeziornej zachodzącej w klimacie gorącym i suchym (pustynnym). Często współwystępuje z boraksem rodzimym, gipsem, colemanitem.
Miejsca występowania: duże ilości howlitu spotykane są w USA – Kalifornia, Kanada – Nowa Szkocja.

### Zastosowanie
Minerał poszukiwany przez kolekcjonerów. Największe okazy pochodzą z pustyni Mojawe – ich masa dochodzi do kilkuset kilogramów.
Mimo znacznej miękkości wykorzystywany jest jako kamień dekoracyjny i jubilerski.